# Concilio de unificación de las Iglesias ortodoxas de Ucrania
El Concilio de unificación de las Iglesias Ortodoxas de Ucrania (en ucraniano: Об'єднавчий собор українських православних церков, romanizado: Ob'yednavchyy sobor ukrayinsʹkykh pravoslavnykh tserkov) fue un concilio celebrado el 15 de diciembre de 2018 en la Catedral de Santa Sofía de Kiev, con el objetivo de fusionar las tres iglesias ortodoxas ucranianas que disputaban la canonicidad de la ortodoxia oriental en Ucrania.[cita requerida]
En el concilio participaron representantes de la Iglesia ortodoxa autocéfala ucraniana (IOAU), la Iglesia Ortodoxa Ucraniana del patriarcado de Kiev (IOU-PK) y partes de la Iglesia ortodoxa ucraniana bajo jurisdicción del patriarcado de Moscú (IOU-PM); mejor conocidas por sus siglas en inglés, UAOC, UOC-KP y UOC-MP respectivamente. Estos representaron votaron a favor de la unificación y conformaron la Iglesia ortodoxa de Ucrania, con Epifanio I como su primer primado.[cita requerida]

## Historia

### Tres iglesias ortodoxas en Ucrania
Desde finales del siglo XX, existían en Ucrania tres jurisdicciones ortodoxas orientales:[cita requerida]
- La Iglesia ortodoxa ucraniana (Patriarcado de Moscú) (UOC-MP), que forma parte de la Iglesia ortodoxa rusa. Esta iglesia fue, hasta el 11 de octubre de 2018, la única iglesia ortodoxa en Ucrania reconocida por otras iglesias ortodoxas.[cita requerida]
- La Iglesia ortodoxa ucraniana autocéfala (UAOC), dirigida por el metropolitano Macario Maletych, era independiente de las demás jurisdicciones ortodoxas, había sido fundada en 1921 tras el establecimiento de la efímera República Popular de Ucrania y había sobrevivido a la Unión Soviética tanto fuera como dentro del país.[cita requerida]
- La Iglesia ortodoxa ucraniana del Patriarcado de Kiev (UOC-KP), dirigida por el patriarca Filaret Denysenko de Kiev, una iglesia independiente fundada en julio de 1992 tras la disolución de la Unión Soviética y condenada como cismática tanto por la Iglesia ortodoxa rusa como por las demás iglesias ortodoxas.[cita requerida]

### Intentos previos de reunificación
En 2002, patriarca Filaret Denysenko comentó que "La Iglesia ortodoxa de Ucraniadel Patriarcado de Kiev [UOC-KP] y la Iglesia ortodoxa autocéfala de Ucrania [UAOC] no están separadas en la fe, por posición en cuanto a los cánones de la iglesia, ni por sus puntos de vista sobre la construcción del estado ucraniano. Por lo tanto, no tenemos desacuerdos entre nosotros".
En octubre de 2009, el metropolitano Macario Maletych propuso la idea de una sola iglesia local ucraniana bajo la jurisdicción del Patriarcado Ecuménico, que sería el resultado de la unión entre la UAOC y la UOC-KP. En ese momento, Maletych aún no había asumido como primado de la UAOC.El patriarca Filaret Denysenko , expresó su apoyo a la idea dos años después.
En 2011, los episcopados de ambas iglesias llevaron a cabo los preparativos para la unificación.Sin embargo, el concilio de unificación, que estaba programado para el 14 de septiembre de 2015, no se realizó porque ambas iglesias no pudieron acordar los estatutos de una iglesia ucraniana unida y Maletych culpó a Filaret Denysenko  de no poder negociar.Según Filaret Denysenko, para el año 2015, la UAOC y la UOC-KP ya habían tenido cuatro intentos de negociaciones en los 20 años anteriores, siendo la negociación de 2015 la quinta.El 14 de diciembre de 2018, Maletych declaró en una entrevista con el canal Newsone que la UOC-KP y la UAOC podrían haberse unido "hace años" y culpó a la UOC-KP por el hecho de que esta unión nunca se concretara.

### Intentos de unificación del 2018
Tras la decisión del 11 de octubre de 2018 del Patriarcado Ecuménico de levantar la excomunión de la UOC-KP y de la UAOC; también se dispuso otorgarle la autocefalía a una iglesia unificada, por lo que comenzaron los preparativos para un concilio de unificación, que además permitió la participación de aquellos miembros de la la Iglesia ortodoxa ucraniana del patriarcado de Moscú (UOC-MP) dispuestos a unirse.Aunque la fecha del concilio aún no estaba establecida, Denysenko declaró que dependía del patriarca de Constantinopla decidirla, con la esperanza de que, gracias a los esfuerzos de su iglesia, el concilio se celebrara antes de finales de 2018.
El 12 de octubre de 2018, la UOC-KP anunció que la decisión del Patriarcado Ecuménico del 11 de octubre había restaurado el reconocimiento canónico de su episcopado y clero. Sin embargo, posteriormente se aclaró que el Patriarcado Ecuménico consideraba a Filaret Denysenko  únicamente como "el ex metropolitano de Kiev" y a Maletych como "el ex arzobispo de Leópolis" y que no reconocía ni a la UAOC ni a la UOC-KP como iglesias legítimas, ni a sus respectivos líderes como primados de sus iglesias.
El Patriarcado Ecuménico también declaró que reconocía los sacramentos realizados por la UOC-KP y la UAOC como válidos. La decisión del 11 de octubre de 2018 fue vista como un paso clave hacia la fusión de estas dos organizaciones en una sola iglesia independiente del patriarcado de Moscú. Para ese entonces, la Iglesia ortodoxa rusa tenía 12,000 parroquias en Ucrania, mientras que el UOC-KP y la UAOC tenían alrededor de 6,000; sin embargo, se esperaba que muchas de las parroquias ucranianas controladas por Rusia podrían unirse a las organizaciones de Kiev.

#### Denysenko y Maletych, 14 de octubre de 2018
El 20 de octubre de 2018, en una entrevista con Espreso TV, el líder de la UAOC, el metropolitano Maletych, declaró que no había negociaciones en dirección a una iglesia ucraniana unida y que después de su última reunión con el patriarca Filaret Denysenko, en la que este dijo que solo se usaría su estatuto, Maletych comenzó a cuestionar el éxito de la unión. El 27 de octubre, Maletych dijo a Zik TV que no nominaría su candidatura durante el futuro concilio y que en su lugar "apoyaría a quien propusiera el Patriarca Ecuménico".
El 2 de noviembre, el arzobispo Job del Patriarcado Ecuménico declaró que la iglesia ucraniana unida se llamaría "Iglesia ortodoxa en Ucrania". Filaret Denysenko por su parte, declaró ese mismo día que la iglesia ucraniana unida se llamaría "Iglesia ortodoxa ucraniana" con "Patriarcado de Kiev" como el segundo nombre de la iglesia.

#### El acuerdo de cooperación, 3 de noviembre de 2018
El 3 de noviembre de 2018, el presidente ucraniano Petró Poroshenko, durante una visita a Turquía, firmó un acuerdo de cooperación con el patriarca ecuménico Bartolomé. Según Poroshenko, este acuerdo "crea todas las condiciones para que el proceso de preparación de una asamblea de unificación y el proceso de otorgamiento de un tomos que se ajuste claramente a los cánones de la Iglesia Ortodoxa".Este acuerdo llevó a protestas por parte de jerarcas de la UOC-MP y de toda la Iglesia rusa.
El 10 de noviembre, se reveló que no sólo el metripolitano Maletych, sino el patriarca Filaret Denysenko aceptaban no postularse como primados de la nueva jurisdicción. Filaret Denysenko, por su parte, apoyó la candidatura del entonces metropolitano de la UOC-KP Epifanio Dumenko como nuevo primado de la iglesia ucraniana unida.

#### Reunión del Episcopado de la UOC-MP con el presidente Poroshenko
El 13 de noviembre, por iniciativa del presidente Poroshenko, se programó una reunión en Kiev entre el episcopado de la Iglesia Ortodoxa Ucraniana del Patriarcado de Moscú (UOC-MP) y el gobierno de Ucrania. La UOC-MP se negó a reunirse con Poroshenko en la Centro Internacional de Convenciones Casa Ucraniana y propuso en su lugar al Monasterio de las Cuevas de Kiev. Poroshenko rechazó la solicitud y se reunió por separado con algunos miembros de la UOC-MP, que simpatizaban con el intento de unificación dirigido por el patriarcado ecuménico.
El mismo día, el sínodo de la Iglesia Ortodoxa Ucraniana del Patriarcado de Moscú, declaró oficialmente en una resolución que consideraba la declaración del 11 de octubre del Patriarcado Ecuménico como "inválida" y canónicamente "nula y sin valor" y que la comunión entre la UOC-MP y el Patriarcado Ecuménico "es considerada imposible en el presente y, por lo tanto, se suspende", aunque no todos sus obispos firmaron la declaración.

#### Organización del Concilio de Unificación
El 15 de noviembre, el metropolitano Emmanuel Adamakis de Francia, llegó a Kiev para organizar la unificación, programada para el 22 de noviembre. El 19 de noviembre, el Patriarcado Ecuménico emitió un comunicado oficial reiterando "su sagrada decisión de otorgar el Tomos de Autocefalía a la Iglesia Ortodoxa de Ucrania" y que la fecha para el concilio de unificación ucraniano "se presentará dentro de diciembre de 2018" por el Sínodo del Patriarcado Ecuménico. [cita requerida]
Ese mismo día, Filaret Denysenko emitió un comunicado oficial "en relación con la proliferación de varias publicaciones cuyo propósito explícito es sembrar confusión en la Iglesia ucraniana y en la sociedad". En dicho comunicado, declaró: "La autonominación para la candidatura en la Iglesia no está permitida por los cán2ones. Anteriormente se informó que los obispos del Patriarcado de Kiev ofrecerían mi candidatura para la elección como primado. Agradezco a los obispos por expresar su confianza en mí, así como también agradezco por el fuerte apoyo del Patriarcado de Kiev y de toda la sociedad", además, añadió que si era elegido como candidato por la UOC-KP, informaría al concilio de su decisión y la explicaría.
El 23 de noviembre, Poroshenko declaró que la decisión sobre la aprobación del tomos a Ucrania debería tomarse del 27 al 29 de noviembre durante el sínodo del Patriarcado Ecuménico y que Rostyslav Pavlenko, asesor presidencial, iría a Estambul para asistir al sínodo.El 27 de noviembre, Pavlenko anunció que el comunicado del Patriarcado Ecuménico sobre la concesión del tomos y la fecha del concilio de unificación se emitiría el 29 de noviembre. Añadió también que en el concilio de unificación se elegirá al primado de la nueva iglesia ucraniana y que él recibiría el oomos en Estaumbul.

#### La decisión del Santo Sínodo
La sesión regular de noviembre del Santo Sínodo del Patriarcado Ecuménico comenzó el 27 de noviembre y concluyó el 29 de noviembre de 2018. A pesar de las expectativas de algunos medios, como el Servicio de Información Religiosa de Ucrania, que esperaban el anuncio de la fecha del concilio de unificación de la Iglesia Ortodoxa de Ucrania, no se proporcionó ninguna fecha específica.[cita requerida]
Tras la conclusión del sínodo, el Patriarcado Ecuménico publicó un comunicado oficial en su sitio web donde anunció que en anticipación al tomos de autocefalía, se había elaborado un estatuto constitucional para la nueva iglesia ucraniana. Ese mismo día, Poroshenko, declaró en un discurso que la fecha para el concilio de unificación de la Iglesia ucraniana pronto sería anunciada por el patriarca ecuménico.

### Concilio de unificación

#### Convocatoria
El 5 de diciembre, el presidente Poroshenko declaró que el concilio de unificación se llevaría a cabo el 15 de diciembre.Ese mismo día, el consejero de Poroshenko, Rostislav Pavlenko, declaró que la Iglesia autocefala ucraniana sería completamente independiente e igual entre las demás iglesias ortodoxas canónicamente reconocidas y que sería introducida en el díptico como la decimoquinta iglesia universalmente reconocida.Así mismo, el arzobispo Germán de Chernivtsi y Jotín de la UAOC dijo que la UAOC no propondría ningún candidato para el puesto de primado de la futura iglesia ortodoxa ucraniana unida.
El 6 de diciembre, se publicó la carta de convocatoria al concilio de unificación que fue enviada a los jerarcas ortodoxos de Ucrania. Esta carta detallaba el procedimiento para la elección del primado de la futura iglesia, especificando que cualquier obispo podría llevar a un sacerdote y a un monje o laico al concilio de unificación, y que estos participantes tendrían derecho a votar. Además, se informó que el presidente Poroshenko sería un observador durante el concilio.El mismo día, el metropolitano Alexander de Pereyáslav-Jmelnitski publicó en su página de Facebook una carta enviada por el Patriarcado Ecuménico al metropolitano Onofre, primado de la Iglesia bajo jurisdicción del patriarcado de Moscú. La carta declaraba que Onofre dejaría de ser el metropolitano de Kiev si se negaba a participar en el concilio de unificación.

#### Posición de la UOC-KP
El 6 de diciembre, el secretario de prensa de la UOC-KP, el arzobispo Yevstratiy Zorya, respondió a las acusaciones de que Filaret Denysenko no se postularía para el cargo de primado de la iglesia ucraniana unificada.La UOC-KP celebró un sínodo el mismo día, emitiendo un comunicado que confirmaba su candidato de la UOC-KP para el cargo de primado de la nueva iglesia. Filaret Denysenko afirmó posteriormente que los rumores sobre su renuncia eran falsos y que permanecería como patriarca hasta su muerte.
También enfatizó que si la UOC-KP participaba en el concilio de unificación, se beneficiaría de la situación, mientras que no participar empeoraría su posición. El 13 de diciembre, el consejo de la UOC-KP decidió participar en el concilio de unificación y permitir que los representantes del clero, los laicos y los monjes votaran.Zorya anunció que la UOC-KP había elegido a su candidato para el concilio de unificación pero mantuvo su identidad en secreto.

#### Inicio del concilio de unificación
El 12 de diciembre, el metropolitano Emmanuel de Francia llegó a Kiev para preparar el concilio de unificación.Previamente, se había enviado una carta de invitación al concilio de unificación a cada obispo de la UOC-KP, la UAOC y la UOC-MP.Al 13 de diciembre, 56 de los 97 obispos de la UOC-MP habían devuelto la invitación para el concilio de unificación.
El 14 de diciembre, Macario Maletych, primado de la UAOC, reiteró en una entrevista que no se postularía para el puesto de jefe de la nueva iglesia ucraniana.Ese mismo día, el metropolitano Alexander Drabinko y el metropolitano Symeon Shostatsky de la UOC-MP recibieron cartas del Patriarcado Ecuménico absolviéndolos de cualquier sanción impuesta por cualquier iglesia.[cita requerida]

#### Disolución de la UOC-KP y la UAOC
El 15 de diciembre, antes de que comenzara el concilio de unificación, la UOC-KP y la UAOC celebraron reuniones separadas durante las cuales acordaron disolverse, lo que provocó un retraso en el inicio del concilio de unificación.Filaret Denysenko negó posteriormente que el metropolitano Mykhail Zinkevich hubiera sido chantajeado para retirar su candidatura, afirmando que fue una decisión tomada para mantener la unidad.

## Elección del metropolitano Epifanio

### Votación
El Metropolitano Epifanio, candidato único de la UOC-KP y considerado como el brazo derecho del patriarca Filaret Denysenko fue elegido metropolitano de Kiev y de toda Ucrania por el concilio de unificación el día 15 de diciembre. Hubo un total de 192 votantes, incluidos obispos de la UOC-KP, la UAOC y al menos dos obispos de la UOC-MP. En la segunda ronda, solo los obispos votaron, excluyendo laicos y monjes. La votación fue secreta y el metropolitano Epifanio fue elegido como primado de la nueva Iglesia ortodoxa de Ucrania cuyo concilio adoptó una carta con una abrumadora mayoría.
El patriarca ecuménico felicitó y bendijo a Epifanio el día de su elección y dijo que el nuevo primado electo estaba invitado a venir a Estambul para concelebrar una liturgia con el Patriarca Ecuménico y recibir el tomos de autocefalía el 6 de enero de 2019.Al día siguiente, Bartolomé lo conmemoró durante la liturgia junto con los demás primados de las otras iglesias ortodoxas. 

### Conflicto entre Epifanio y Filaret
El 16 de diciembre de 2018, durante una liturgia, Filaret Denysenko se presentó con el tocado de un patriarca y durante su sermón declaró que "El Patriarca permanece de por vida y, junto con el Primado, gobierna la Iglesia ortodoxa ucraniana".El 22 de diciembre, declaró que si hubiera presentado su candidatura para el puesto de primado, Ucrania nunca habría obtenido un tomos. El 20 de enero de 2019, declaró respecto a Epifanio: "Lo apoyé y luché por su candidatura, porque entre todos los jóvenes obispos lo veo como el más digno para ser el primado de la Iglesia ortodoxa ucraniana".
Sobre su elección, Epifanio declaró: "Siempre me apoyé en la voluntad de Dios. En 2013, presenté mi candidatura para el puesto de gobernador patriarcal, y el sínodo de obispos me nombró. En caso de la muerte del patriarca, el gobernador se convertía en locum tenens. Sobre sus hombros estaba la responsabilidad de la iglesia y la elección de un nuevo primado. Desde ese momento, entre los obispos y el clero, se confirmó la idea de que yo podía ser un candidato para la cabeza de la Iglesia Local. No quería esto. Hay muchos jerarcas mayores que tienen más experiencia. Pero así, el Señor me bendijo para elegir mi candidatura. Para mí es una pesada cruz. Pero vivimos en tiempos históricos".
Filaret Denysenko  explicó más tarde en un comunicado las condiciones del concilio. Según él, el acuerdo alcanzado en el concilio de unificación fue el siguiente: "el primado es responsable de la representación externa de la Iglesia Ortodoxa de Ucrania (UOC), y el patriarca es responsable de la vida interna de la iglesia en Ucrania, pero en cooperación con el primado. El primado no hará nada en la iglesia sin el consentimiento del patriarca. El patriarca preside las reuniones del Santo Sínodo y las reuniones de la UOC para preservar la unidad, su crecimiento y afirmación." Filaret considera que este acuerdo no se ha cumplido.[253][254][255]
Filaret Denysenko también mencionó que el patriarca ecuménico le pidió que no presentara su candidatura en el concilio y que el metropolitano Emmanuel de Francia le solicitó que no usara el koukoulion. Asimismo, se le pidió que nominara a cualquier obispo para el cargo de primado, demandas que aceptó, aunque afirmó que eligió la "humillación" para que la iglesia obtuviera el tomos. 
Además, dijo que renunciar al estatus de patriarcado era una condición del Patriarcado Ecuménico para otorgar un tomos a una metrópolis que formaba parte del mismo. También afirmó que, por lo tanto, "renunciar al estatus de patriarcado fue puramente situacional y que solo el concilio local de la iglesia que creó el Patriarcado de Kiev podía cancelar la decisión de abolir su estatus.  Se justificó diciendo que si bien durante el concilio de unificación del 15 de diciembre de 2018, "renunciaron al estatus de patriarcado", el concilio "no fue un concilio de la Iglesia autocéfala ucraniana, sino de la Metrópolis de Kiev del Patriarcado de Constantinopla" e insistió que la Iglesia ortodoxa ucraniana del patriarcado de Kiev (UOC-KP) nunca fue disuelta.
El 14 de diciembre de 2019, después de la reunión del Consejo de Obispos, celebrada ese mismo día en Kiev con motivo del aniversario de la creación de la Iglesia ortodoxa de Ucrania, Epifanio declaró que el procedimiento de liquidación de la UAOC así como de la UOC-KP se había completado el día anterior. Añadió además que "Tales estructuras ya no existen. En confirmación de eso, en el Registro Estatal está marcado como actividad discontinuada".

## Reacciones y reconocimiento interortodoxo

### Iglesia ortodoxa rusa
El patriarca Cirilo I de Moscú calificó este concilio como un "fracaso total" y criticó el proceso que llevó a la creación de la nueva iglesia. La Iglesia Ortodoxa Rusa respondió al cisma declarando que el "tomos" (decreto de autocefalia) firmado por el Patriarca Bartolomé I carecía de valor canónico. La jerarquía rusa expresó su oposición a la separación y la consideró como un acto de ambición política, lo que intensificó el conflicto entre las dos ramas del cristianismo ortodoxo.[cita requerida]

## Consecuencias
La creación de la nueva iglesia implicó el traslado de propiedades eclesiásticas y del clero a la nueva entidad desde las anteriores jurisdicciones, así como un cisma entre el Patriarcado Ecuménico y la Iglesia ortodoxa rusa, con acusaciones mutuas de etnofiletismo y expansionismo. El reconocimiento de la autocefalía de la Iglesia ortodoxa de Ucrania es también un tema de disputa entre las distintas iglesias ortodoxas, lo que ha llevado al patriarcado de Moscú a romper la comunión eclesiástica con aquellas iglesias que reconozcan a la Iglesia ortodoxa de Ucrania.[cita requerida]